# Ivone, a Rainha do Pecado
Ivone, a Rainha do Pecado (conhecido também como Uma Mulher Provocante) é um filme brasileiro de 1984. É o principal êxito cinematográfico do diretor Francisco Cavalcanti, levando mais de 1 milhão de pessoas para os cinemas. É estrelado por Dalma Ribas, trazendo Zilda Mayo e o próprio Francisco no elenco.

## Sinopse
O filme narra a história de Ivone (Dalma Ribas), uma prostituta que perde a guarda de seu filho Nelsinho (Fabrício Cavalcanti) por uma falta de lar decente. Nelsinho passa a ficar internado no Juizado de Menores, enquanto que Ivone luta para saber o paradeiro do garoto ao mesmo tempo em que enriquece entre os exploradores da prostituição, tornando-se a "rainha do pecado". Nelsinho cresce, vira "batedor de carteira" e depois fica preso por um crime que não cometeu.

## Produção
Responsável pela montagem, Walter Wanny destaca que o filme foi o mais bem produzido por Cavalcanti, chegando a ter uma reconstituição de época:
| “               | É o de melhor produção (...) Filme de época, tinha aqueles carrinhos Ford dos anos 1950. Os casarões antigos que ele achou ali no Brás. Calçada de paralelepípedo no asfalto. Então, eu acho que foi a melhor produção dele esse filme. | ” |
| — Walter Wanny, | |   |

## Estreia
Estreou em São Paulo no dia 16 de janeiro de 1984, no Cine Marabá. Foi exibido em Recife no dia 5 de maio. Em junho, estreou em Natal. Chegou ao Rio de Janeiro apenas em outubro daquele ano.

## Recepção
Tanto a Folha de S. Paulo, enquanto o Jornal do Brasil destacaram o lançamento como mais um "pornô". O Estado de S. Paulo afirma que desde novembro do ano anterior não era lançado um longa de teor erótico nos cinemas, fazendo com que o público lotasse o Cine Ouro com o lançamento de As Ninfetas do Sexo Violento, e questionava se Ivone faria o mesmo.
Ivone, a Rainha do Pecado reuniu 1.671.264 espectadores, sendo o filme de maior público de Francisco Cavalcanti. Em depoimento ao Museu da Imagem e do Som, o diretor lamentou a falta de reconhecimento do filme, embora tenha sido um sucesso de bilheteria:
| “                      | Quando eu lancei Ivone, a Rainha do Pecado no Brasil e fez um milhão de espectadores, foi considerado fracasso. | ” |
| — Francisco Cavalcanti | |   |

## Relançamento posterior
Ivone, a Rainha do Pecado foi remontado por Francisco Cavalcanti para acrescentar cenas de sexo explícito, algo que se tornou comum entre os diretores do polo cinematográfico da Boca do Lixo durante a segunda metade da década de 1980. O longa foi relançado em 1986 com o título Uma Mulher Provocante.

## Elenco
- Dalma Ribas - Ivone
- Zilda Mayo - Cida
- Francisco Cavalcanti - Nelsinho (adulto)
- João Paulo Ramalho - Zelão
- Fabrício Cavalcanti - Nelsinho (criança)
- Marly Machado
- Alberto Karlinski
- Serginho Damazio
- Donizete Fagundes
- Marthus Mathias